# Legenda o Manetoli
Legenda o Manatoli je 694. redovna epizoda Zagora objavljena u Srbiji u svesci #226. u izdanju Veselog četvrtka. Na kioscima u Srbiji se pojavila 5. juna 2025. god. Koštala je 450 din (3,84 €; 4,1 $). Imala je 94 strane. Ovo je 2. deo epizode, koja je započela u #225.

## Originalna epizoda
Originalna sveska pod nazivom La leggenda di Manetola objavljena je premijerno u #694. regularne edicije Zagora u izdanju Bonelija u Italiji 2.5.2023. Epizodu su nacrtali Domeniko i Stefano di Vito, a scenario je napisao Jakopo Rauk. Naslovnu stranu je nacrtao Alesandro Pičineli. Cena sveske na evropskom tržištu iznosila je 5,8 €.

## Kratak sadržaj
Nakon sukoba sa meštanima i vojnicima, Zagor uspeva da oslobodi mladog Seminolu po imenu Tula i zajedno sa njim, Čikom i Satkom, beži van grada. Tula pristaje da povede Zagora do Manetolinog sina Čake, nagoveštavajući da je Čaka spremio plan osvete belcima. Nakon još jednog sukoba sa vojnicima, Zagor stiže do Čake i predlaže da obustavi svoje planove osvete belcima i nudi da mu pomogne kod američke vojske. Čaka to ne prihvata i optužuje da je izdao njegovog oca tako što je pobegao sa bojnog polja kada je Manetola pogunuo (opisano u epizodi Zlatne serije #285). Čaka odlazi sa plemenom, ostavljajući Zagora, Čika i Satka vezane u močvari. Međutim, Tuvea i Farjas, dvojica Manetola, vraćaju se i oslobađaju Zagora i njegove prijatelje. Tuvea i Farjas otkrivaju Zagoru da je Čakin plan da sa brodom isplovi, vrati se na ostrvo Britanija pod vođstvom Džeka Reda i tamo se osveti za sve što je učinjeno njegovom ocu i Seminolima  Na samom susretu Džeka Reda i Čakinog plemena pridružuju se i Zagor, i Čaka ovoga puta prihvata da Zagor pođe s njima na Britaniju.

## Povezane epizode
Epizode Zlatne serije Sloboda ili smrt (#284), Do poslednjeg daha (#285), Odabrane priče #69-70 i 73.

## Prethodna i naredna epizoda
Prethodna sveska Zagora u okviru redovne edicije nosila je naslov Osveta Seminola (#225), a naredna Napad na Britaniju (#227).

## Fusnote
1. ↑  Spisak epizoda regularne edicije Zagora objavljenih u Veselom četvrtku mogu se pogledati ovde. Spisak svih edicija Zagora u Srbiji i bivšoj Jugoslaviji nalazi se ovde.
2. ↑  https://en.sergiobonelli.it/zagor/2023/03/27/comics/la-leggenda-di-manetola-mini-copertina-zagor-122-1022917/ (Pristup 28.6.2025)